# Masquerouge
Masquerouge è una serie a fumetti scritta da Patrick Cothias e disegnata da André Juillard (primi tre volumi) e poi da Marco Venanzi. Ad oggi sono stati pubblicati dieci volumi.
Pubblicata originariamente su Pif Gadget, questa serie è stata la prima della serie "Cycle des 7 Vies de l'Épervier", pre-pubblicata sulla rivista di fumetti Vécu della casa editrice Glénat.

## Quadro storico
Ambientato nella Francia del XVII secolo, le imprese di un'avventuriera mascherata durante il regno Francia di Luigi XIII.

## Pubblicazioni
- Le dieci pubblicazione pubblicate dakka casa editrice Glénat:[3]
  - Masquerouge (1984)
  - Le Charnier des Innocents (1984)
  - Le Rendez-vous de Chantilly (1984)
  - Les Intrigants (1991)
  - Le Roi des fous (1992)
  - Le Nid des étourneaux (1995)
  - Le Bon Plaisir (1996)
  - Les Mauvais Sentiments (1997)
  - La Veuve noire (2000)
  - Ami, remplis mon verre (2004)

## Riassunto
Masquerouge
Nel XVII secolo, sotto il regno del giovane re Luigi XIII, un vigilante mascherato chiamato "Masquerouge" si aggira per il paese. Con le migliori intenzioni, deruba i ricchi per provvedere ai poveri. La sua popolarità si diffonde rapidamente nelle campagne, dove fa infuriare la nobiltà. Ma chi si nasconde dietro la maschera?
La sepoltura degli innocenti
Parigi, dicembre 1624. Una strana e potente organizzazione, la setta dei Ragni, sta progettando di spazzare via un quartiere povero e di massacrarne gli abitanti. Masquerouge cerca di fermarli.
L'appuntamento di Chantilly
Parigi, 24 dicembre 1624. La baronessa Ariane de Troïl incontra il re Luigi XIII per chiedere denaro per i poveri della sua parrocchia. Egli rifiuta, preferendo usare il denaro per finanziare la guerra. Saputo che un convoglio scortato da cinquanta moschettieri avrebbe attraversato la foresta di Chantilly per portare denaro al re, decise di sequestrarlo.

## Editore Album
- Glénat: volumi da 1 a 3 (prima edizione dei volumi da 1 a 3)
- Glénat (collana "Vécu"): volumi da 1 a 10 (prima edizione dei volumi da 4 a 10) per portare denaro al Re, decide di prenderlo.